# District de Gokwe Nord
Le district de Gokwe Nord est une subdivision administrative de second ordre de la province des Midlands au Zimbabwe. Son siège administratif est Nembudziya.